# Aronia
Aronia (Medik.) este un gen de arbuști de foioase din familia Rosaceae, originar din estul Americii de Nord și cel mai frecvent întâlnit în păduri umede și mlaștini. De obicei, se consideră că genul conține două sau trei specii, una dintre ele fiind naturalizată în Europa. O a patra formă, care a fost mult timp cultivată sub numele de Aronia este acum considerată a fi un hibrid intergeneric, Sorbaronia mitschurinii.

## Descriere
Arbustul peren preferă locuri deschise și însorite, soluri umede și permeabile și crește până la 3 m, fiind rezistent la ger iarna. Rodește în luna septembrie, fructele au dimensiuni mici de culoarea albastru/negru. Nu suportă seceta. Este plantat de om în general toamna sau primăvara.
Fructele rotunde sunt grupate în ciorchine, acestea se coc în septembrie, au efect terapeutic mai ales în cazul celor suferinzi de diabet.

## Legături externe
- ro  Aronia, cel mai sănătos fruct din lume
- Evergreen Native Plant Database Arhivat în 7 septembrie 2009, la Wayback Machine.
- Hortnet: Aronia melanocarpa, Plant of the Month
- Plants for a Future page about Aronia arbutifolia Arhivat în 24 septembrie 2015, la Wayback Machine.

## Vezi și
- Listă de plante de grădină